# Campeonato Brasileiro Série A
Série A (informellt kallad Brasileirão) är den högsta divisionen i Brasilien. I serien finns det 20 lag; de fyra lägst placerade lagen i Série A blir nedflyttade till Série B och de fyra högst placerade lagen där blir uppflyttade.

## Historia
Taça Brasil introducerades 1959 och pågick fram till 1968. Torneio Roberto Gomes Pedrosa var en turnering som pågick mellan 1967 och 1970. 2010 meddelade CBF att dessa skulle betraktas som brasilianska mästerskap. 
Efter Brasiliens tredje världsmästerskapstitel vid VM 1970 beslutade president Emílio Médici att organisera brasiliansk fotboll bättre. I ett sammanträde med CBD och klubbpresidenterna i oktober 1970 beslutades att man året efter skulle skapa ett brasiliansk mästerskap som tävlades mellan tjugo lag, inspirerad av de nationella turneringarna i de europeiska länderna. Den första upplagan av namnet "Campeonato Nacional" ("Nationellt mästerskap") hölls 1971. Toppdivisionen fick namnet "Divisão Extra", medan en nyskapande andra division ock uppkom med namnet "Primeira Divisão". 

## Lag säsongen 2020
| Lag                  | Stad              | Delstat           | Stadium                | Kapacitet |
| -------------------- | ----------------- | ----------------- | ---------------------- | --------- |
| Athletico Paranaense | Curitiba          | Paraná            | Arena da Baixada       | 42,370    |
| Atlético Goianiense  | Goiânia           | Goiás             | Antônio Accioly        | 12,000    |
| Atlético Mineiro     | Belo Horizonte    | Minas Gerais      | Independência          | 23,018    |
| Bahia                | Salvador          | Bahia             | Arena Fonte Nova       | 47,907    |
| Botafogo             | Rio de Janeiro    | Rio de Janeiro    | Olímpico Nilton Santos | 44,661    |
| Ceará                | Fortaleza         | Ceará             | Castelão               | 63,903    |
| Corinthians          | São Paulo         | São Paulo         | Arena Corinthians      | 47,605    |
| Coritiba             | Curitiba          | Paraná            | Couto Pereira          | 40,502    |
| Flamengo             | Rio de Janeiro    | Rio de Janeiro    | Maracanã               | 78,838    |
| Fluminense           | Rio de Janeiro    | Rio de Janeiro    | Maracanã               | 78,838    |
| Fortaleza            | Fortaleza         | Ceará             | Castelão               | 63,903    |
| Goiás                | Goiânia           | Goiás             | Serra Dourada          | 50,049    |
| Grêmio               | Porto Alegre      | Rio Grande do Sul | Arena do Grêmio        | 55,662    |
| Internacional        | Porto Alegre      | Rio Grande do Sul | Beira-Rio              | 50,128    |
| Palmeiras            | São Paulo         | São Paulo         | Allianz Parque         | 43,713    |
| Red Bull Bragantino  | Bragança Paulista | São Paulo         | Nabi Abi Chedid        | 17,128    |
| Santos               | Santos            | São Paulo         | Vila Belmiro           | 16,068    |
| São Paulo            | São Paulo         | São Paulo         | Morumbi                | 72,039    |
| Sport                | Recife            | Pernambuco        | Ilha do Retiro         | 32,983    |
| Vasco da Gama        | Rio de Janeiro    | Rio de Janeiro    | São Januário           | 24,584    |

## Mästare
- Taça Brasil (*) och Torneio Roberto Gomes Pedrosa (^).

| Lag                 | Vinster | Tvåa | År som mästare                                                 | År som tvåa                                      |
| ------------------- | ------- | ---- | -------------------------------------------------------------- | ------------------------------------------------ |
| Palmeiras           | 10      | 4    | 1960*, 1967*, 1967^, 1969^, 1972, 1973, 1993, 1994, 2016, 2018 | 1970^, 1978, 1997, 2017                          |
| Santos              | 8       | 8    | 1961*, 1962*, 1963*, 1964*, 1965*, 1968^, 2002, 2004           | 1959*, 1966*, 1983, 1995, 2003, 2007, 2016, 2019 |
| Corinthians         | 7       | 3    | 1990, 1998, 1999, 2005, 2011, 2015, 2017                       | 1976, 1994, 2002                                 |
| São Paulo           | 6       | 6    | 1977, 1986, 1991, 2006, 2007, 2008                             | 1971, 1973, 1981, 1989, 1990, 2014               |
| Flamengo            | 6       | 2    | 1980, 1982, 1983, 1992, 2009, 2019                             | 1964*, 2018                                      |
| Cruzeiro            | 4       | 5    | 1966*, 2003, 2013, 2014                                        | 1969^, 1974, 1975, 1998, 2010                    |
| Vasco               | 4       | 4    | 1974, 1989, 1997, 2000                                         | 1965*, 1979, 1984, 2011                          |
| Fluminense          | 4       | 0    | 1970^, 1984, 2010, 2012                                        | —                                                |
| Internacional       | 3       | 6    | 1975, 1976, 1979                                               | 1967^, 1968^, 1988, 2005, 2006, 2009             |
| Botafogo            | 2       | 3    | 1968*, 1995                                                    | 1962*, 1972, 1992                                |
| Grêmio              | 2       | 3    | 1981, 1996                                                     | 1982, 2008, 2013                                 |
| Bahia               | 2       | 2    | 1959*, 1988                                                    | 1961*, 1963*                                     |
| Atlético Mineiro    | 1       | 5    | 1971                                                           | 1977, 1980, 1999, 2012, 2015                     |
| Guarani             | 1       | 2    | 1978                                                           | 1986, 1987                                       |
| Atlético Paranaense | 1       | 1    | 2001                                                           | 2004                                             |
| Coritiba            | 1       | 0    | 1985                                                           | —                                                |
| Sport               | 1       | 0    | 1987                                                           | —                                                |
| Fortaleza           | 0       | 2    | —                                                              | 1960*, 1968*                                     |
| São Caetano         | 0       | 2    | —                                                              | 2000, 2001                                       |
| Náutico             | 0       | 1    | —                                                              | 1967*                                            |
| Bangu               | 0       | 1    | —                                                              | 1985                                             |
| Bragantino          | 0       | 1    | —                                                              | 1991                                             |
| Vitória             | 0       | 1    | —                                                              | 1993                                             |
| Portuguesa          | 0       | 1    | —                                                              | 1996                                             |

## Skyttekungar
Nedan är en lista över skyttekungar i Campeonato Brasileiro Série A:
| År   | Spelare          | Klubb            | Stat              | Mål |
| ---- | ---------------- | ---------------- | ----------------- | --- |
| 1971 | Dario            | Atlético Mineiro | Minas Gerais      | 15  |
| 1972 | Dario            | Atlético Mineiro | Minas Gerais      | 17  |
| 1972 | Pedro Rocha      | São Paulo        | São Paulo         | 17  |
| 1973 | Ramón            | Santa Cruz       | Pernambuco        | 21  |
| 1974 | Roberto Dinamite | Vasco da Gama    | Rio de Janeiro    | 16  |
| 1975 | Flávio Minuano   | Internacional    | Rio Grande do Sul | 16  |
| 1976 | Dario            | Internacional    | Rio Grande do Sul | 16  |
| 1977 | Reinaldo         | Atlético Mineiro | Minas Gerais      | 28  |
| 1978 | Paulinho         | Vasco da Gama    | Rio de Janeiro    | 19  |
| 1979 | César            | América-RJ       | Rio de Janeiro    | 13  |
| 1980 | Zico             | Flamengo         | Rio de Janeiro    | 21  |
| 1981 | Nunes            | Flamengo         | Rio de Janeiro    | 16  |
| 1982 | Zico             | Flamengo         | Rio de Janeiro    | 21  |
| 1983 | Serginho Chulapa | Santos           | São Paulo         | 22  |
| 1984 | Roberto Dinamite | Vasco da Gama    | Rio de Janeiro    | 16  |
| 1985 | Edmar            | Guarani          | São Paulo         | 20  |
| 1986 | Careca           | São Paulo        | São Paulo         | 25  |
| 1987 | Müller           | São Paulo        | São Paulo         | 10  |
| 1988 | Nílson           | Internacional    | Rio Grande do Sul | 15  |
| 1989 | Túlio Maravilha  | Goiás            | Goiás             | 11  |
| 1990 | Charles          | Bahia            | Bahia             | 11  |
| 1991 | Paulinho McLaren | Santos           | São Paulo         | 15  |
| 1992 | Bebeto           | Vasco da Gama    | Rio de Janeiro    | 18  |
| 1993 | Guga             | Santos           | São Paulo         | 15  |
| 1994 | Túlio Maravilha  | Botafogo         | Rio de Janeiro    | 13  |
| 1994 | Márcio Amoroso   | Guarani          | São Paulo         | 13  |
| 1995 | Túlio Maravilha  | Botafogo         | Rio de Janeiro    | 23  |
| 1996 | Paulo Nunes      | Grêmio           | Rio Grande do Sul | 16  |
| 1996 | Renaldo          | Atlético Mineiro | Minas Gerais      | 16  |
| 1997 | Edmundo          | Vasco da Gama    | Rio de Janeiro    | 29  |
| 1998 | Viola            | Santos           | São Paulo         | 21  |
| 1999 | Guilherme        | Atlético Mineiro | Minas Gerais      | 28  |

| År   | Spelare          | Klubb               | Stat              | Mål |
| ---- | ---------------- | ------------------- | ----------------- | --- |
| 2000 | Dill             | Goiás               | Goiás             | 20  |
| 2000 | Magno Alves      | Fluminense          | Rio de Janeiro    | 20  |
| 2000 | Romário          | Vasco da Gama       | Rio de Janeiro    | 20  |
| 2001 | Romário          | Vasco da Gama       | Rio de Janeiro    | 21  |
| 2002 | Luís Fabiano     | São Paulo           | São Paulo         | 19  |
| 2002 | Rodrigo Fabri    | Grêmio              | Rio Grande do Sul | 19  |
| 2003 | Dimba            | Goiás               | Goiás             | 30  |
| 2004 | Washington       | Atlético Paranaense | Paraná            | 34  |
| 2005 | Romário          | Vasco da Gama       | Rio de Janeiro    | 22  |
| 2006 | Souza            | Goiás               | Goiás             | 17  |
| 2007 | Josiel           | Paraná              | Paraná            | 20  |
| 2008 | Washington       | Fluminense          | Rio de Janeiro    | 21  |
| 2008 | Keirrison        | Coritiba            | Paraná            | 21  |
| 2008 | Kléber Pereira   | Santos              | São Paulo         | 21  |
| 2009 | Adriano          | Flamengo            | Rio de Janeiro    | 19  |
| 2009 | Diego Tardelli   | Atlético Mineiro    | Minas Gerais      | 19  |
| 2010 | Jonas            | Grêmio              | Rio Grande do Sul | 23  |
| 2011 | Borges           | Santos              | São Paulo         | 23  |
| 2012 | Fred             | Fluminense          | Rio de Janeiro    | 20  |
| 2013 | Éderson          | Atlético Paranaense | Paraná            | 21  |
| 2014 | Fred             | Fluminense          | Rio de Janeiro    | 18  |
| 2015 | Ricardo Oliveira | Santos              | São Paulo         | 20  |
| 2016 | Diego Souza      | Sport Recife        | Pernambuco        | 14  |
| 2016 | William Pottker  | Ponte Preta         | São Paulo         | 14  |
| 2016 | Fred             | Atlético Mineiro    | Minas Gerais      | 14  |
| 2017 | Jô               | Corinthians         | São Paulo         | 18  |
| 2017 | Henrique Dourado | Fluminense          | Rio de Janeiro    | 18  |
| 2018 | Gabriel Barbosa  | Santos              | São Paulo         | 18  |
| 2019 | Gabriel Barbosa  | Flamengo            | Rio de Janeiro    | 25  |